# ستانلي فيشر
ستانلي فيشر (بالعبرية: סטנלי פישר‏) (ولد في 15 أكتوبر عام 1943)، هو اقتصادي إسرائيلي أمريكي ونائب رئيس مجلس الاحتياطي الفيدرالي السابق. ولد في روديسيا الشمالية (زامبيا حاليًا) ويحمل كلتا الجنسيتين الإسرائيلية والأمريكية. شغل منصب حاكم مصرف إسرائيل بين عامي 2005 و2013. كما عمل مديرًا اقتصاديًا للبنك الدولي. في 10 يناير عام 2014، عيّن الرئيس الأمريكي باراك أوباما فيشر نائبًا لرئيس مجلس الاحتياطي الفيدرالي. في 6 سبتمبر عام 2017، أعلن ستانلي فيشر استقالته من منصبه لأسباب شخصية وأصبح قراره ساري المفعول في 13 أكتوبر عام 2017.

## النشأة والتعليم
ولد فيشر لعائلة عبرية في مازابوكا، روديسيا الشمالية. عندما أصبح في ال13 من عمره، انتقلت عائلته إلى روديسيا الجنوبية (زيمبابوي)، حيث أصبح عضوًا فاعلًا في حركة هبونيم الصهيونية لليافعين. في عام 1960، زار إسرائيل كجزء من البرنامج الشتوي للقادة الشباب، ودرس العبرية في مستوطنة تدعى (معجان مايكل) قرب مدينة حيفا. خطط للدراسة في الجامعة العبرية في القدس، إلا أنه رحل إلى لندن بعد حصوله هناك على منحة مقدمة من مدرسة لندن للاقتصاد، وحصل على شهادة البكالوريوس والماجستير في الاقتصاد بين عامي 1962 و1966. انتقل فيشر بعدها إلى الولايات المتحدة ليكمل دراسته في معهد ماساتشوستس للتكنولوجيا، وحصل على درجة الدكتوراه في الاقتصاد عام 1969 بأطروحة تحت عنوان «أطروحات حول الأصول والسّلع المشروطة» كتبها تحت وصاية الاقتصادي الأمريكي فرانكلين فيشر. حصل على جنسيته الأمريكية عام 1976.

## المسيرة الأكاديمية
في بدايات سبعينيات القرن الماضي، عمل فيشر مدرّسًا مساعدًا في جامعة شيكاغو. كما عمل استاذًا في كلية الاقتصاد ضمن معهد ماساتشوستس للتكنولوجيا بين عامي 1977 و1988.
في عام 1977، كتب فيشر ورقته البحثية «العقود طويلة الأجل: توقعات منطقية وقاعدة العرض النقدي الأمثل» حيث جمع كلًا من التوقعات الرشيدة التي ناقشها اقتصاديو المدرسة الاقتصادية الجدية مثل روبرت لوكاس مع فكرة حساسية الأسعار التي أدت بشكل ما إلى قصور في السوق يمكن أن تساعد سياسة النشاط النقدي على تخفيفها خلال أوقات الركود الاقتصادي. جعلت هذه الورقة من فيشر شخصية مركزية في النظرية الكينزية الجديدة. مع هذا النقد الموجه للاقتصاد الكلي الكلاسيكي الجديد، ساهم فيشر بشكل كبير في توضيح حدود اقتراح عدم فعالية السياسة.
ألّف ثلاثة كتب تدريسية شهيرة حول الاقتصاد، الاقتصاد الكلي (بالتعاون مع روديجر دورنبوش وريتشارد ستارز)، محاضرات حول الاقتصاد الكلي (بالتعاون مع أوليفر بلانشارد)، ومقدمة في الاقتصاد (بالتعاون مع ديفيد بيغ وغريغ روديجر دورنبوش). كما استشاره كل من بين بيرنانكي وماريو دراغي وغريغ مانكيو في أطروحاتهم للدكتوراه.
في عام 2012، عمل فيشر أستاذًا زائرًا في برنامج هيومانيتاس في الاقتصاد بجامعة أوكسفورد.

## مسيرته البنكية
شغل بين شهر يناير عام 1988 وشهر أغسطس من عام 1990 منصب المدير العام الاقتصادي للبنك الدولي. ثم أصبح بعدها النائب الأول للمدير العام لصندوق النقد الدولي منذ شهر سبتمبر عام 1994 إلى شهر أغسطس عام 2001، انضم فيشر إلى هيئة الاستشارة المالية في واشنطن، مجموعة الثلاثين. بعد تركه وظيفته في صندوق النقد الدولي، عمل كنائب مدير لمصرف سيتي غروب، ورئيسًا لسيتي غروب انترناشيونال ومديرًا لمجموعة عملاء القطاع العام. كان فيشر مسؤولًا تنفيذيًا في سيتي غروب من شهر فبراير عام 2002 إلى أبريل من عام 2005، حاصدًا ملايين الدولارات من المرتب والأرصدة.

## المصرف المركزي

### مصرف إسرائيل
عيّن فيشر مديرًا لمصرف إسرائيل في شهر يناير من عام 2005 من قبل مجلس الوزراء الاسرائيلي بعد توصيات من قبل رئيس الوزراء أرييل شارون ووزير المالية بنيامين نتنياهو. تولى منصبه في 1 مايو عام 2005، ليحل محل ديفيد كلين الذي استكمل مهلته في 16 يناير عام 2005. أصبح فيشر مواطنًا إسرائيليًا إلا أنه لم يتخلى عن جنسيته الأمريكية.
أبدى فيشر اهتمامه في السابق بالمصرف الإسرائيلي، إذ عمل مستشارًا للحكومة الأمريكية بخصوص برنامج إسرائيل للاستقرار الاقتصادي عام 1985. أدلى فيشر في 2 مايو عام 2010 اليمين الدستورية ليتولى الدورة الثانية من منصبه.
تحت إدارته في عام 2010، صُنّف مصرف إسرائيل بالمرتبة الأولى بين المصارف المركزية لمدى فعالية أدائه، تبعًا للمعهد الدولي للتنمية الإدارية.
لقي فيشر استحسانًا عبر المجلس لتوليه أمور الاقتصاد الإسرائيلي في أعقاب الأزمة المالية العالمية. في شهر سبتمبر من عام 2009، كان مصرف إسرائيل المصرف الأول في العالم المتقدم يرفع معدّلات فائدته.
حصل فيشر في أعوام 2009 و2010 و2011 و2012 على تقدير A ضمن بطاقة تقرير المصرف المركزي الذي نشرته مجلة مجلة غلوبال ماغازين.
في شهر يونيو عام 2011، قدّم فيشر على وظيفته في صندوق النقد الدولي كمدير عام، ليحل محل دومينيك ستراوس كان، إلا أنه استُبعد نتيجة سياسة صندوق النقد الدولي التي تنص على أن عمر المدير العام يجب أن لا يزيد عن 65 سنة، بينما كان عمره آنذاك 67 عامًا.
في 30 يونيو عام 2013، تنحى فيشر عن منصبه كمدير لمصرف إسرائيل خلال منتصف الفصل الثاني لخدمته، على الرغم من شعبيته العالية.

### الاحتياطي الفيدرالي الأمريكي
عيّن الرئيس الأمريكي باراك أوباما فيشر نائب مدير نظام الاحتياطي الفيدرالي، المصرف المركزي للولايات المتحدة في شهر يناير عام 2014. في تعيينه فيشر لهذا المنصب، أعلن باراك أوباما بأنه جلب معه «عقودًا من القيادة والخبرات في مختلف الأدوار، بما فيها صندوق النقد الدولي ومصرف إسرائيل».
في 21 مايو عام 2014، أكّد مجلس الشيوخ الأمريكي على تعيين فيشر مديرًا لمجلس الاحتياطي الفدرالي. وفي تصويت منفصل في 12 من شهر يونيو، تم التأكيد على منصبه كنائب مدير. عيّن فيشر جانب يلين خلفًا له كنائب مدير؛ أصبحت يلين مديرة الاحتياطي الفيدرالي في وقت مبكر من العام 2014. قدم فيشر استقالته لأسباب شخصية في منتصف شهر أكتوبر عام 2017، أي قبل ثمانية شهور من نهاية فترة خدمته كنائب مدير في شهر يونيو من عام 2018.

## الاعتراف والتقدير
تلقى فيشر شهادة الدكتوراه الفخرية من الجامعة العبرية عام 2006. في شهر أكتوبر عام 2010، صرحت مجلة «يورومني» باختيار فيشر حاكم المصرف المركزي للعام.
لدى فيشر عضوية في مجموعة بلدربيرغ وحضر اجتماعاتها المنعقدة في أعوام 1996 و1998 و1999. كما يبدو أنه حضر مؤتمر بلدربيرغ لعام 2011 في سانت موريز، سويسرا. إلا أن اسمه لم يظهر على لائحة المشاركين عام 2011 بدءًا من عام 2016.
وهو أيضًا زميل متميز في مجلس العلاقات الخارجية. سُمي فيشر زميلًا متميزًا للجنة الاقتصادية الأمريكية عام 2013. كما أنه عضو في حوار الداخل الأمريكي.

## الحياة الشخصية
تزوج فيشر من رودا فيشر، والتي التقى بها خلال أيامه التي قضاها في هبونيم. لدى الزوجين ثلاثة أطفال. عند انتقالهما إلى إسرائيل، أصبحت رودا رئيسة فخرية لـ«أليه نيجيف» وهي قرية لإعادة تأهيل المعوقين.

## روابط خارجية
- ستانلي فيشر على موقع IMDb (الإنجليزية)
- ستانلي فيشر على موقع مونزينجر (الألمانية)